# Kopasznowo
Kopasznowo (ukr. Копашново) – wieś na Ukrainie, w obwodzie zakarpackim, w rejonie chuściańskim, w hromadzie Chust. W 2001 liczyła 3161 mieszkańców, spośród których 3154 wskazało jako ojczysty język ukraiński, a 7 rosyjski.